# Odcinek 1 (Miasteczko Twin Peaks)
"Odcinek 1", znany również jako "Ślady donikąd", jest drugim odcinkiem pierwszego sezonu amerykańskiego serialu telewizyjnego, Miasteczko Twin Peaks. Odcinek został napisany przez twórców serialu - Davida Lyncha i Marka Frosta - i wyreżyserowany przez Duwayne'a Dunhama. W odcinku występują stali członkowie obsady: Kyle MacLachlan, Michael Ontkean i Richard Beymer.                            
David Lynch zaproponował Dunhamowi wyreżyserowanie odcinka, ponieważ chciał, by zmontował on jego następny film, Dzikość serca (1990). Podczas pracy nad odcinkiem, Dunham użył paru elementów stylistycznych – w tym statycznych ujęć i filtrów o różnych odcieniach czerwieni – które podpatrzył u Lyncha, gdy ten reżyserował odcinek pilotażowy serialu. W odcinku po raz pierwszy pojawia się zagrany przez Franka Silvę BOB. Silva był scenografem na planie serialu, a rolę postaci zaproponowano mu po tym, jak przypadkowo uchwyciła go kamera.            
"Odcinek 1" kontynuuje główny wątek serialu, który skupia się na śledztwie w sprawie zabójstwa uczennicy, Laury Palmer (Sheryl Lee). Aagent Federalnego Biura Śledczego, Dale Cooper przesłuchuje kilku podejrzanych mających związek z ofiarą. Podczas pierwszej emisji odcinek oglądano łącznie w 14.9 milionach domostw w USA, co stanowiło ponad jedną czwartą dostępnej w tej porze emisji publiczności. Odcinek został pozytywnie oceniony przez krytyków.

## Fabuła

### Tło fabularne
Mieszkańcy Twin Peaks, małego miasteczka w stanie Waszyngton, są w stanie szoku, gdy uczennica Laura Palmer (Sheryl Lee) zostaje zamordowana, a Ronette Pulaski (Phoebe Augustine), jej koleżanka z klasy, ledwo przeżywa zamach na swoje życie. Specjalny agent Federalnego Biura Śledczego Dale Cooper (Kyle MacLachlan) przybywa do miasta, by przeprowadzić dochodzenie, a pierwszymi podejrzanymi stają się chłopak Laury, Bobby Briggs (Dana Ashbrook) oraz mężczyzna, z którym dziewczyna zdradzała Briggsa – James Hurley (James Marshall).

### Wydarzenia
Kiedy Cooper je śniadanie w hotelu Great Northern i delektuje się "cholernie dobrą kawą", poznaje Audrey Horne (Sherilyn Fenn), która zaczyna z nim flirtować. Cooper udaje się następnie do szeryfa Trumana (Michael Ontkean) i omawia z nim plan dnia. Podczas rozmowy z doktorem Hawardem (Warren Frost), który przeprowadził autopsję Laury Palmer, Cooper i Truman dowiadują się, że w dniu swojej śmierci Laura uprawiała seks z co najmniej trzema mężczyznami.
Kelnerka Shelley Johnson (Mädchen Amick) właśnie wychodzi do pracy, gdy jej zaborczy mąż Leo (Eric Da Re) każe jej zrobić dodatkowe pranie. Shelley znajduje w ubraniach poplamioną krwią koszulę i chowa ją, zanim mąż się spostrzeże. Wkrótce jednak Leo zauważa jej brak. Wieczorem, po powrocie Shelley do domu, Leo pyta, gdzie podziała się koszula, i dotkliwie bije żonę mydłem zawiniętym w skarpetę.
Cooper rozmawia z Hurleyem o filmie, na którym widać Laurę i Donnę Hayward (Lara Flynn Boyle). Hayward zaprzecza, jakoby James towarzyszył im w dniu, kiedy nakręcono film, ale Cooper zauważa na nagraniu odbicie motocykla chłopaka. Cooper pyta Hurleya wprost o romans z Palmer i jej uzależnienie od kokainy. Hurley przyznaje, że spotkał się z Palmer w dniu jej śmierci, ale twierdzi, że to nie on ją zabił. Wujek Jamesa, Ed Hurley (Everett McGill), odwiedza biuro szeryfa, aby odebrać bratanka. Ed wyznaje Trumanowi, że zeszłej nocy w miejscowym barze Roadhouse wrzucono mu coś do piwa — podejrzewa o to barmana, Jacquesa Renaulta (Walter Olkewicz). Cooper odbiera telefon od swojego współpracownika, Alberta Rosenfielda, który ma dołączyć do śledztwa i jest już w drodze. W międzyczasie Briggs i jego kumpel Mike Nelson (Gary Hershberger) rozmawiają w areszcie o pieniądzach, które są winni Leo. Dziesięć tysięcy dolarów długu znajduje się w należącej do Palmer skrytce sejfowej, do której nie mają już dostępu. Nieco później agent Cooper wypuszcza ich, zabraniając im jednak zbliżania się do Jamesa Hurleya.
Josie Packard (Joan Chen) i Pete Martell (Jack Nance) rozmawiają o kłopotach Packard z jej szwagierką, Catherine Martell (Piper Laurie). Wkrótce przyjeżdżają Truman i Cooper, chcąc porozmawiać z Packard, która zatrudniała Palmer jako swoją nauczycielkę angielskiego. Packard przyznaje, że przeczuwała, iż Palmer ma kłopoty, ale nie udało jej się dowiedzieć niczego więcej. Cooper zauważa, że Trumana i Packard łączy bliższa więź. Catherine dzwoni do Packard by poinformować ją, że należący do niej tartak przyniósł poprzedniego dnia 87000 dolarów straty; Catherine ma romans z Benjaminem Hornem (Richard Beymer), z którym planuje przejąć ten właśnie tartak. Tego samego dnia, Hayward odwiedza Sarah (Grace Zabriskie), matkę Palmer i próbuje ją pocieszyć. Sarah ma wizję BOBa (Frank Silva) kucającego w kącie pokoju i wpada w panikę. Tymczasem Lawrence Jacoby (Russ Tamblyn), psychiatra Laury, słucha taśmy, którą dla niego nagrała. Jacoby szlocha, bawiąc się połową złotego naszyjnika w kształcie serca, którego druga połowa została odnaleziona na miejscu przestępstwa.

## Produkcja
"Odcinek 1" został napisany przez twórców serialu, Davida Lyncha i Marka Frosta. Para ta współtworzyła odcinek pilotażowy serialu, a także napisała wspólnie Odcinek 2. Frost napisał jeszcze osiem kolejnych scenariuszy odcinków, podczas gdy Lynch napisał tylko jeden odcinek - otwierający drugi sezon Odcinek 8. "Odcinek 1" był pierwszym z odcinków wyreżyserowanych przez Duwayne'a Dunhama, który wyreżyserował dwa kolejne odcinki drugiego sezonu serialu. W odcinku pojawia się po raz pierwszy  Frank Silvy w roli Boba, choć owa postać nie została wtedy jeszcze określona. Silva był dyrektorem artystycznym serialu i został przypadkowo złapany w kadrze podczas kręcenia ujęcia. Lynch był zadowolony z rezultatu i zdecydował się włączyć Silvę do obsady.
Dunham poznał Lyncha, kiedy pracował jako montażysta jego wcześniejszego filmu, Blue Velvet. Dunham zmontował następnie odcinek pilotażowy serialu i planował szukać innej pracy jako montażysta, kiedy zapytał Lyncha, czy reżyser ma zamiar nakręcić inny film. Tydzień później, Lynch zdecydował się nakręcić Dzikość serca i poprosił Dunhama, by zmontował również i ten film. Dunham zaangażował się jednak w inny projekt i nie uznał, że nie niezręcznością byłoby porzucenie go dla pracy z Lynchem. Lynch zaproponował mu zatem rolę reżysera Miasteczka Twin Peaks, jako tymczasowe zajęcie, które pozwoliłoby mu uzasadnić  porzucenie owego drugiego projektu. Dunham zakończył zdjęcia do "Odcinka 1" tego samego dnia, w którym Lynch skończył kręcić Dzikość serca.
Wprowadzenie intymnej relacji między Audrey Horne a Dalem Cooperem zasugerował Dunham, który uważał, że będzie to korzystne dla obu postaci. Dunham uważał, że główna tajemnica serialu - zabójstwo Laury Palmer - jest po prostu MacGuffinem, czyli zabiegiem, który należy traktować jako pretekst do zawiązania i przebiegu filmowej akcji, który wymuszał to, co było dla niego centralnym elementem serialu, czyli interakcją między członkami całego zespołu. Po przeanalizowaniu scenariusza, a także mając już pewne pojęcie o bohaterach po nakręceniu „Pilota”, Dunham poświęcił również czas każdemu z członków obsady, pomagając im zagłębić się w przydzielone role.
Dunham zachował częste wykorzystanie kamery statycznej, którego efekty można było zobaczyć w „Pilocie”, a które sam uważał za wizytówkę stylu reżyserowania Lyncha. Efekty te opisywał jako „przypominające obrazy w ramkach”. Dunham zachował także „ciepły”, czerwonawy odcień estetyki serialu, używając w tym celu delikatnie koralowych filtrów oraz starannie dobierając rekwizyty i kostiumy. Odcień ten stał się na tyle istotnym elementem produkcji, że Lynch wysłał swojego przedstawiciela do sieci telewizyjnej, z informacją, że odcień ten nie jest przypadkiem, a celowym zabiegiem. Lynch obawiał się, że przed transmisją odcinka telewizja mogłaby poprawić poziom nasycenia, żeby wyglądał on bardziej „realistycznie”.

## Emisja i odbiór krytyków
Leo poprzez metodę Stanisławskiego usiłuje wpisać się w szaleństwo typu „wyższy i bardziej wyrafinowany niż naprawdę jestem”, które ma wzbudzić strach niemalże każdego, ale […] pozostaję nieprzekonany jego ostentacyjnie złowrogą charakteryzacją.

„Odcinek 1” został po raz pierwszy wyemitowany przez American Broadcasting Company (ABC) 12. kwietnia 1990 roku. W czasie pierszwej emisji został on obejrzany przez 14,9 milionów odbiorców, czyli 27 procent dostępnej w tym przedziale czasowym publiczności. Dało mu to drugie miejsce w tym przedziale czasowym, zaraz za serialem Zdrówko. Oznaczało to spadek oglądalności w stosunku do odcinka pilotażowego serialu, który przyciągnął  33 procent dostępnej publiczności. Kolejny odcinek został natomiast obejrzany przez 21 procent dostępnej publiczności, co wskazuje na dalszy spadek zainteresowania.
Piszący dla e-gazety, The A.V. Club, Keith Phipps nagrodził odcinek oceną „A– ”. Stwierdził, że scena, w której Leo Johnson dopuszcza się przemocy domowej na swojej żonie jest „jednym z najbardziej niepokojących momentów w całym serialu” i porównuje ją do sceny z filmu Naciągacze z 1990 roku. Phipps docenił użycie dźwięku, chwaląc zacierające się granice pomiędzy muzyką diegetyczną i niediegetyczną. Pisząca dla Allrovi Andrea LeVasseur przyznała odcinkowi cztery z pięciu możliwych gwiazdek. Daniel J. Blau z Television Without Pity stwierdził, że odcinek jest dowodem na to, że kompozytor pracujący przy tworzeniu serialu, Angelo Badalamenti, posiada ograniczone możliwości, ponieważ ciągle powtarza kilka podobnych do siebie dźwięków. Uznał również, że Eric Da Re nie jest wystarczająco przekonujący w roli Leo Johnsona i że ciężko jest uwierzyć, że postać rzeczywiście jest na tyle groźna i wzbudzająca strach jak jest to sugerowane. Blau opisuje jednak wprowadzenie BOBA jako mocne i zatrważające nawet po kilku latach od pierwszego obejrzenia, co według niego czyni tę scenę przekonującą i niepokojącą.